# Gyorsulásmérő

Oldalirányú gyorsulás hatására kitérő matematikai inga.
A gyorsulás mértéke:
, ahol
nehézségi gyorsulás
az inga függőlegessel bezárt szöge

A gyorsulásmérő gyorsulás mérésére szolgáló műszer. Mivel azonban a gyorsulást közvetlenül nehéz(kes) mérni, ezért az ilyen műszer a gyorsuláskor fellépő erőt méri, ami Newton 2. törvényének megfelelően: {\displaystyle F=m\cdot a}.
Tudományos meghatározással: a gyorsulásmérő által mért gyorsulás egy inerciarendszerhez képest értelmezhető.
Gyorsulásmérő számtalan helyen használatos, ezek közül néhány példa: az iparban a rezgések felderítésére és mérésére; a repülésben és a harci rakétáknál navigációs célokra; táblagépekben, okostelefonokban és digitális fényképezőgépekben az eszköz érzékeli a kamera elforgatását és annak megfelelően elforgatja a képet. Repülőtereken ilyen eszközzel vizsgálják a kifutópálya simaságát. Elméletileg ilyen eszközökkel kimutathatók a gravitációs hullámok.
A Föld felszínén nyugalomban lévő gyorsulásmérő jó közelítéssel 1 g gyorsulást mér függőleges irányban, szabadesésben pedig nullát.
A gyorsulás mérése történhet egyszerre egy irányban (egy vonal mentén), két irányban (egy síkban), vagy három irányban (térben).
A gyorsulásmérővel szemben támasztott általános követelmények: kis méret, kis fogyasztás és a mérendő gyorsulástartományban képes legyen tartósan üzemelni. Az iparban lényeges szempont az a frekvenciatartomány (tipikusan 10...2000 Hz), amiben a gyorsulás fellép, és a gyorsulás legnagyobb értéke (akár 100 g).

## Fajtái

### Szemléltetési célra
Gyorsulást fizikai ingával is lehet mérni, de a gyakorlatban ilyen „műszer” nem használatos.
Fizikapéldában előfordulhat, hogy egy téglatest alakú tartályban lévő folyadék vízszintestől eltérő felszíne alapján ki kell számítani a téglatest gyorsulását (a gyakorlatban bemutatható, rövid távon kivitelezhető szemléltető eszköz).

### Piezoelektromos
A piezokristályon nyomás hatására elektromos töltés keletkezik, ami mérhető, és összefüggésben van a kristály gyorsulásával. Gyakran használt anyag az ólom-cirkónium-titanát kerámia (PZT) és a kvarckristály. A PZT 150-szer akkora elektromos jelet képes leadni, mint a kvarc, így érzékenyebb, vagyis ugyanolyan gyorsulásnál a mérete kisebb lehet. A kis méret miatt tehetetlensége kicsi, így nagy frekvenciákon is használható. Jól bírja a magas hőmérsékletet.

### Piezorezisztív
A piezorezisztív hatás az, amikor egy félvezető vagy fém elektromos ellenállása megváltozik mechanikai feszültség hatására. A piezoelektromos hatással ellentétben itt nem változik meg az elektromos feszültség, csak az elektromos ellenállás. Ha a mechanikai feszültséget a tárgy gyorsulása okozza, az ellenállás megváltozásából kiszámítható a tárgy gyorsulása.
Az ilyen szenzor nagy mértékű gyorsulásoknál használatos.

### Kapacitív
A kapacitív gyorsulásmérőben a gyorsulás elektromos kapacitás megváltozását okozza, ami mérhető. Az érzékelő többnyire szilícium.
Előnyösen használható kis frekvenciákon; nagy stabilitás és linearitás jellemzi.

### Mechanikus
A mikro elektromechanikus rendszer (angol rövidítéssel: MEMS) nem sokkal több, mint egy tartókar, ami egy rá rögzített tömeget tart. Gyorsulás esetén a kar és a tömeg elmozdul egyensúlyi helyzetéből és a kitérés mértékéből kiszámítható a gyorsulás. A tömeget és a kart tartalmazó teret hermetikusan lezárják, a benne lévő semleges gáz a mozgásra csillapító hatással bír. A módszer alkalmazása egyszerű, megbízható, a műszer előállítása olcsó.
Az elv alternatív kivitele, amikor parányi rugóra piezoellenállást rögzítenek.

## Fordítás
- Ez a szócikk részben vagy egészben  az   Accelerometer című angol Wikipédia-szócikk fordításán alapul.  Az eredeti cikk szerkesztőit annak laptörténete sorolja fel. Ez a jelzés csupán a megfogalmazás eredetét és a szerzői jogokat jelzi, nem szolgál a cikkben szereplő információk forrásmegjelöléseként.